# Transformers: BotBots (serial)
Transformers: BotBots este un serial de animație de comedie bazat pe linia de jucării de colecție cu același nume de la Hasbro. Serialul a fost lansat pe 25 martie 2022 pe Netflix.

## Premisa
Un mall este lovit de un nor misterios de energon, dând obiectelor de aici viață și devenind niște roboți ce se pot transforma în diferite obiecte numiți BotBoți. Câțiva roboți care s-au pierdut de ceilalți și locuiesc în camera de obiecte pierdute și găsite, numiți "Roboții pierduți", încearcă să se întoarcă la triburile lor de origine și să recâștige respectul celorlalți între timp ce încearcă să mențină existența lor în secret față de paznicul de securitate al mall-ului.

## Personaje

### Roboții pierduți
- Burgertron
- Dimlit
- Bonz-Eye
- Clogstopper
- Kikmee

### Hunger Hubs
- Spud Muffin
- Ulf the Orange
- Fottle Barts
- Angry Cheese
- Brock O'Lonely

### Jock Squad
- Batsby
- Kid Klobber
- Laceface
- Pucksie
- The In-Sole
- Dinger

### Shed Heads
- Cuddle Tooth
- Nail Biter
- Drilit Yaself
- Sandy Man

### Sugar Shocks
- Freezewhich
- Frostferatu
- Sprinkleberry Duh'nut
- Lolly Licks
- Wishy-Waffley
- Lady Macaron

### Gamer Geeks
- Game Over
- Fomo
- Steer'd Wrong
- Sweet Click
- Ring-A-Ling

### Custodial Crew
- Caution
- Handy
- King Toots
- Lady Loofa
- Loose Deuce
- Sgt. Scrubface
- Vomit Comet

### Swag Stylers
- Ol' Tic-Toc

### Arcade Renegades
- 24-K Bit
- Knotzel
- Sweet Cheat

### Retro Replays
- Snorg

### Alianța științifică
- Dr. Flaskenstein
- Face Ace
- Starscope
- Eye-Goon

### Echipa strict secretă
- Agentul Smartlit

### Echipe necunoscute/neconfirmate
- Anty Farmwell
- Disgusto Desserto
- Hawt Diggity
- Jacqueline
- Knotzel
- Playgor Cardquest
- Pop N. Lock

### Oameni
- Dave
- Mama lui Dave
- Randall
- Agentul Wagner

## Episoade
| Premiera originală | N/o | Titlu român                           | Titlu englez                       |
| ------------------ | --- | ------------------------------------- | ---------------------------------- |
|                    |     |                                       |                                    |
| SEZONUL 1          |     |                                       |                                    |
|                    |     |                                       |                                    |
| 25.03.2022         | 1   | Să vezi și să nu crezi                | Mall than Meets the Eye            |
| 25.03.2022         | 1   | Fii tu însuți (și nu prea)            | (Never) Be Yourself                |
|                    |     |                                       |                                    |
| 25.03.2022         | 2   | Evadarea dintre gustări               | Escape from Snackatraz             |
| 25.03.2022         | 2   | Eu, Cheeseburger                      | I, Cheeseburger                    |
|                    |     |                                       |                                    |
| 25.03.2022         | 3   | În aer                                | Phoning It In                      |
| 25.03.2022         | 3   | Roboții pierduți și cruciada ghearei  | The Lost Bots and the Claw Crusade |
|                    |     |                                       |                                    |
| 25.03.2022         | 4   | Joacă-te în pace                      | Live and Let LARP                  |
| 25.03.2022         | 4   | Roboți și cardohidroboți              | Lone Bot and Carb                  |
|                    |     |                                       |                                    |
| 25.03.2022         | 5   | Dimlit e îndrăgostit                  | Dimlit in Love                     |
| 25.03.2022         | 5   | Pe ritmul de dans, la balul roboților | On the Bot Prom Dance Floor        |
|                    |     |                                       |                                    |
| 25.03.2022         | 6   | Raliu de jucării                      | The Ruckus Rally                   |
| 25.03.2022         | 6   | Crimă și pedeapsă, cu de toate        | Crime and Bun-ishment              |
|                    |     |                                       |                                    |
| 25.03.2022         | 7   | Spiritul Halloweenului                | Spirit of Halloween                |
| 25.03.2022         | 7   | Nervi și karaoke                      | Rage Against the Karaoke Machine   |
|                    |     |                                       |                                    |
| 25.03.2022         | 8   | Nu scanați                            | Scanned Out                        |
| 25.03.2022         | 8   | Alianța științifică                   | The Science Alliance               |
|                    |     |                                       |                                    |
| 25.03.2022         | 9   | Agentul Smartlit                      | Agent Smartlit                     |
| 25.03.2022         | 9   | Bătaie la shopping                    | Shopping Brawl                     |
|                    |     |                                       |                                    |
| 25.03.2022         | 10  | Goana după aur                        | The Goldrush Games                 |
|                    |     |                                       |                                    |